# Operatori di telefonia mobile
Gli operatori di telefonia mobile (MNO), in inglese Mobile Network Operators, sono degli operatori telefonici gestori di una rete cellulare per telefonia mobile. Molti operatori sono multinazionali, mentre altri sono presenti in un solo paese.
Diversamente, gli operatori virtuali di rete mobile (MVNO), in inglese Mobile Virtual Network Operators, sono società che forniscono servizi di telefonia mobile senza possedere alcuna licenza per il relativo spettro radio né necessariamente avere tutte le infrastrutture necessarie per fornire tali servizi; utilizzano a tal scopo una parte dell'infrastruttura di un operatore mobile reale.
Segue una lista operatori di telefonia mobile e operatori di telefonia satellitare ordinata per numero di abbonati. Per un elenco più completo di operatori di telefonia mobile, vedi Mobile Country Code.

## Terrestre
Questo è un elenco degli operatori di rete di telefonia mobile terrestri più grandi del mondo misurati per numero di abbonati.
| Posizione | Azienda            | Paesi serviti | Tecnologia                                                                     | Abbonati (in milioni) | Proprietario/i (100% di proprietà se non diversamente specificato) |
| --------- | ------------------ | --- | ------------------------------------------------------------------------------ | --------------------- | --- |
| 1         | China Mobile       | - Cina (China Mobile) - Hong Kong (CMHK) - Pakistan (Zong) - Thailandia (Truemove H) - Regno Unito (CMLink) | - GSM, GPRS, EDGE, TD-SCDMA, - TD-HSDPA, - TD-LTE, FD-LTE (Hong Kong only)     | 912.97 (agosto 2018)  | Governo della Repubblica Popolare Cinese (74.25%) Società ad azionariato diffuso (25.75%)                                                                                               |
| 2         | Vodafone Idea      | - India (Vodafone Idea) | - GSM, UMTS - TD-LTE, FD-LTE                                                   | 443.94 (luglio 2018)  | Vodafone Group (45.2%) Aditya Birla Group (26%) Società ad azionariato diffuso (28.8%)                                                                                                  |
| 3         | Airtel             | - Burkina Faso (Airtel) - Ciad (Airtel) - Repubblica Democratica del Congo (Airtel) - Gabon (Airtel) - Ghana (Airtel) - Guernsey (Airtel-Vodafone) - India (Airtel) - Jersey (Airtel-Vodafone) - Kenya (Airtel) - Madagascar (Airtel) - Malawi (Airtel) - Niger (Airtel) - Nigeria (Airtel) - Repubblica del Congo (Airtel) - Ruanda (Airtel) - Seicelle (Airtel) - Sierra Leone (Airtel) - Sri Lanka (Airtel) - Tanzania (Airtel) - Uganda (Airtel) - Zambia (Airtel) | - GSM, GPRS, EDGE, - HSPA, HSPA+, - LTE, TD-LTE, FD-LTE, LTE+                  | 438.04 (giugno 2018)  | Bharti Telecom Limited (45.09%) Società ad azionariato diffuso (28.16%) Pastel Limited (14.79%) Indian Continent Investment Limited (6.65%) Life Insurance Corporation of India (5.31%) |
| 4         | Vodafone           | - Albania (Vodafone) - Australia (Vodafone) - Brasile (Vodafone) - Repubblica Ceca (Vodafone) - Egitto (Vodafone) - Fær Øer (Vodafone) - Figi (Vodafone) - Germania (Vodafone) - Ghana (Vodafone) - Grecia (Vodafone) - Ungheria (Vodafone) - Islanda (Vodafone) - Irlanda (Vodafone) - Italia (Vodafone) - Paesi Bassi (Vodafone) - Cipro del Nord (KKTC Telsim) - Nuova Zelanda (Vodafone) - Portogallo (Vodafone) - Qatar (Vodafone) - Romania (Vodafone) - Sudafrica (Vodacom) - Spagna (Vodafone) - Turchia (Vodafone) - Ucraina (Vodafone) - Regno Unito (Vodafone) - Regno Unito (Vectone Mobile)                                                       | - GSM, - HSPA, HSPA+, - LTE, LTE Advanced                                      | 313.1 (marzo 2018)    | |
| 5         | China Unicom       | - Cina | - GSM, GPRS, EDGE, - UMTS, HSDPA, HSUPA, HSPA+, - TD-LTE, FD-LTE (planned)     | 304.5 (luglio 2018)   | China Unicom Limited (40.92%) China Netcom Group (29.49%) Telefonica (9.7%) |
| 6         | China Telecom      | - Cina | - CDMA, EV-DO, - TD-LTE (planned)                                              | 286.9 (luglio 2018)   | |
| 7         | América Móvil      | - Argentina (Claro) - Austria (Telekom Austria) - Bielorussia (velcom) - Brasile (Claro) - Cile (Claro) - Colombia (Claro) - Costa Rica (Claro) - Repubblica Dominicana (Claro) - Ecuador (Claro) - El Salvador (Claro) - Guatemala (Claro) - Honduras (Claro) - Messico (Telcel) - Nicaragua (Claro) - Panamà (Claro) - Paraguay (Claro) - Perù (Claro) - Porto Rico (Claro, TracFone, Net10, Straight Talk, SafeLink, Simple Mobile) - Slovenia (A1 Slovenija) - Stati Uniti (TracFone, Net10, StraightTalk, SafeLink, Simple Mobile) - Isole Vergini Americane (TracFone, Net10, StraightTalk, SafeLink) - Uruguay (Claro)                                  | - D-AMPS, cdmaOne, CDMA2000 1x, EV-DO, - GSM, GPRS, EDGE, - UMTS, HSPA+, - LTE | 279.0 (giugno 2018)   | Helu Slim (36.50%) Carlos Slim (6.84%) Società ad azionariato diffuso (56.66%) |
| 8         | Telefónica         | - Argentina (Movistar) - Brasile (Vivo) - Cile (Movistar) - Colombia (Movistar) - Costa Rica (Movistar) - Ecuador (Movistar) - El Salvador (Movistar) - Germania (O2) - Guatemala (Movistar) - Messico (Movistar) - Nicaragua (Movistar) - Panamà (Movistar) - Perù (Movistar) - Spagna (Movistar) - Sudan (Sudan Unicom) - Regno Unito (O2) - Uruguay (Movistar) - Venezuela (Movistar) | - D-AMPS, cdmaOne, CDMA2000, - GSM, GPRS, EDGE, - UMTS, HSDPA, - LTE           | 271.9 (giugno 2018)   | |
| 9         | Veon               | - Algeria (Djezzy) - Armenia (Beeline) - Bangladesh (Banglalink) - Georgia (Beeline) - Kazakistan (Beeline) - Kirghizistan (Beeline) - Pakistan (Jazz) - Russia (Beeline) - Corea del Nord (Koryolink) - Tagikistan (Beeline) - Ucraina (Kyivstar) - Uzbekistan (Beeline) - Zimbabwe (Telecel) | - GSM, GPRS, EDGE, - UMTS, HSDPA, HSPA+, - LTE                                 | 238.6 (giugno 2018)   | Letterone Investment Holdings S.A. (47.9%) Telenor (33%) Società ad azionariato diffuso (10.8%) Stichting Administratiekantoor Mobile Telecommunications Investor (8.3%)                |
| 10        | Reliance Jio       | - India (Jio) | - LTE                                                                          | 227.05 (luglio 2018)  | Reliance Industries |
| 11        | MTN Group          | - Afghanistan - Benin - Botswana - Camerun - Repubblica del Congo - Costa d'Avorio - Ghana - Guinea - Guinea-Bissau - Iran (49%) - Liberia - Nigeria - Ruanda - Sudafrica - Sudan - Swaziland (30%) - Siria - Uganda - Yemen - Zambia | - GSM, GPRS, EDGE, - UMTS, HSPA, HSPA+ - LTE                                   | 223.4 (giugno 2018)   | Società ad azionariato diffuso (68.02%) Government Employees Pension Fund (17.23%) M1 (7.72%)                                                                                           |
| 12        | Orange             | - Belgio (Orange) - Botswana (Orange) - Camerun (Orange) - Repubblica Centrafricana (Orange) - Repubblica Democratica del Congo (Orange) - Repubblica Dominicana (Orange) - Egitto (Orange) - Guinea equatoriale (Orange) - Francia (Orange) - Guinea (Sonatel) - Guinea-Bissau (Sonatel) - Iraq (Korek) (20%) - Costa d'Avorio - Giordania (Orange) - Kenya (Orange) - Lussemburgo - Madagascar (Orange) - Mali (Orange) - Moldavia (Orange) - Marocco (Orange) - Niger (Orange) - Polonia (Orange) - Romania (Orange) - Senegal (Orange) - Slovacchia (Orange) - Spagna (Orange) - Tunisia (Orange) - Uganda (Orange) - Vanuatu (Telecom Vanuatu Ltd.) (50%) | - GSM, GPRS, EDGE, - UMTS, HSDPA, HSPA+, - LTE                                 | 199.0 (giugno 2018)   | Società ad azionariato diffuso (86.6%) Governo francese (13.4%) |
| 13        | Telkomsel          | - Indonesia (Telkomsel) Timor Est (Telkomcel) | - GSM, GPRS, EDGE, - UMTS, HSDPA, HSPA+, - LTE                                 | 196.3 (dicembre 2017) | PT Telekomunikasi Indonesia Tbk (65%) Singtel (35%) |
| 14        | Telenor            | - Bangladesh (Grameenphone) - Bulgaria - Danimarca - Ungheria - Malaysia (DiGi) - Montenegro - Birmania - Norvegia (Telenor) - Pakistan - Serbia - Svezia - Thailandia (dtac) | - GSM, GPRS, EDGE, - UMTS, HSDPA, - LTE                                        | 172.2 (luglio 2018)   | Governo della Norvegia (53.97%) Società ad azionariato diffuso (41.74%) The Government Pension Fund of Norway (4.79%)                                                                   |
| 15        | Deutsche Telekom   | - Albania (Telekom Albania) - Austria (T-Mobile) - Croazia (Hrvatski Telekom) - Repubblica Ceca (T-Mobile) - Germania (Deutsche Telekom) - Grecia (OTE) - Ungheria (Magyar Telekom) - Macedonia (Makedonski Telekom) - Montenegro (Crnogorski Telekom) - Paesi Bassi (T-Mobile) - Polonia (T-Mobile) - Porto Rico (T-Mobile) - Romania (Telekom Romania) - Slovacchia (Slovak Telekom) - Stati Uniti (T-Mobile) (74%) - Isole Vergini Americane (T-Mobile) (74%) | - GSM, GPRS, EDGE, - UMTS, HSPA, HSPA+, DC-HSPA+, - LTE                        | 169.9 (marzo 2018)    | Società ad azionariato diffuso (68.2%) Repubblica Federale della Germania (31.8%) |
| 16        | STC                | - Bahrein (VIVA) - Indonesia - Giordania - Kuwait (VIVA) - Libano - Malaysia (Maxis) (25%) - Arabia Saudita - Sudafrica | - GSM, GPRS, EDGE, - UMTS, HSDPA, - LTE                                        | 161.0 (dicembre 2016) | |
| 17        | Etisalat           | - Afghanistan - Benin - Repubblica Centrafricana - Egitto - Gabon - Indonesia (XL Axiata) (13.3%) - Costa d'Avorio - Niger - Nigeria (40%) - Pakistan (26%) - Arabia Saudita (27%) - Sri Lanka (Etisalat) - Sudan - Tanzania - Togo - Emirati Arabi Uniti | - GSM, GPRS, EDGE, - UMTS, HSDPA, - LTE                                        | 159.0 (marzo 2017)    | Emirates Investment Authority (60.03%) Società ad azionariato diffuso (39.97%) |
| 18        | Verizon Wireless   | - Stati Uniti | - CDMA, EV-DO, - LTE                                                           | 151.5 (marzo 2018)    | Verizon Communications |
| 19        | Ooredoo            | - Algeria (Ooredoo) (46.4%) - Indonesia (Indosat) - Iraq (Asia Cell) (30%) - Kuwait - Maldive - Birmania (Ooredoo) - Oman (Nawras) - Qatar - Tunisia | - CDMA, EV-DO, - GSM, GPRS, EDGE, - UMTS, HSDPA, HSPA+, - LTE                  | 149.0 (marzo 2017)    | |
| 20        | AT&T Mobility      | - Messico - Porto Rico - Stati Uniti - Isole Vergini Americane | - UMTS, HSDPA, HSPA+ - LTE                                                     | 143.8 (marzo 2018)    | AT&T Inc. |
| 21        | BSNL               | - India | - India (BSNL)                                                                 | 113.34 (luglio 2018)  | Bharat Sanchar Nigam Ltd. |
| 22        | 3                  | - Hong Kong (3) - Macao (3) - Regno Unito (3) - Austria (3) - Svezia (3) - Danimarca (3) - Indonesia (3) - Sri Lanka (Hutch) - Italia (3) - Vietnam (Vietnamobile) | - CDMA, - GSM, GPRS, EDGE, - UMTS, - LTE                                       | 112.2(2018)           | CK Hutchison Holdings |
| 23        | MTS                | - Armenia (VivaCell-MTS) - Bielorussia - Russia - Turkmenistan - Ucraina - Uzbekistan | - CDMA, - GSM, GPRS, EDGE, - UMTS, - LTE                                       | 106.2 (maggio 2018)   | Sistema (50.8%) |
| 24        | Axiata             | - Bangladesh (Robi) - Cambogia (Smart) - Indonesia (XL) - Malaysia (Celcom) - Nepal (Ncell) - Sri Lanka (Dialog) | - GSM, GPRS, EDGE, - UMTS, HSDPA, HSPA+, - LTE, LTE-A                          | 101.0 (dicembre 2015) | Società ad azionariato diffuso (54.91%) Governo della Malesia (45.09%) |
| 25        | TIM                | - Brasile (TIM) - Italia (TIM) - San Marino (TIM) - Città del Vaticano (TIM) | - GSM, GPRS, EDGE, - UMTS, HSDPA, HSPA+, - LTE                                 | 92.8 (settembre 2016) | TIM Telecom Italia |
| 26        | MegaFon            | - Russia - Tagikistan | - GSM, - GPRS, EDGE, - UMTS, HSDPA - LTE, LTE Advanced                         | 77.3 (settembre 2016) | USM Holdings Limited (56.32%+3.92%) Telia Company (25.17%) Società ad azionariato diffuso (14.59%)                                                                                      |
| 27        | Hamrahe Aval (MCI) | - Iran | - GSM, GPRS, EDGE, - HSPA, HSPA+, DC-HSPA+, - LTE, LTE Advanced                | 65.0 (dicembre 2016)  | Azienda delle Telecomunicazioni dell'Iran (90%) Società ad azionariato diffuso (10%) |
| 28        | Globe Telecom      | - Filippine | - CDMA, EV-DO, - GSM, GPRS, EDGE, - UMTS, HSPA+, - LTE, LTE Advanced           | 62.8 (dicembre 2016)  | Asiacom (54.5%) Singtel (21.5%) Ayala Corporation (13.9%) Società ad azionariato diffuso (10.2%)                                                                                        |
| 29        | PLDT               | - Filippine (Smart, TNT, Sun Cellular) | - GSM, GPRS, EDGE, - UMTS, HSDPA, HSPA, HSPA+, - LTE, - WiMAX                  | 61.8 (settembre 2016) | |
| 30        | Sprint Corporation | - Porto Rico - Stati Uniti - Isole Vergini Americane | - CDMA, EV-DO, LTE                                                             | 53.6 (marzo 2018)     | SoftBank Group (80%) |

## Satellitari
Questo è un elenco dei cinque più grandi operatori di rete di telefonia satellitare del mondo misurati per numero di abbonati.
| Posizione | Operatore  | Tecnologia    | Abbonati (in milioni)  | Proprietario/i |
| --------- | ---------- | ------------- | ---------------------- | -------------- |
| 1         | Iridium    | TDMA          | 0.824 (giugno 2016)    |                |
| 2         | Globalstar | CDMA          | 0.638 (marzo 2015)     |                |
| 3         | Thuraya    | FDMA/GSM      | 0.260 (dicembre 2007)  | Etisalat (28%) |
| 4         | Inmarsat   | GSM           | 0.254 (settembre 2009) |                |
| 5         | ACeS       | Satellite/GSM | 0.020 (dicembre 2007)  |                |

## Per regione
- Operatori di telefonia mobile in Africa
- Operatori di telefonia mobile in America
- Operatori di telefonia mobile in Asia e Oceania
- Operatori di telefonia mobile in Italia
- Operatori di telefonia mobile con infrastruttura di rete in Europa